# 私の街から医食同源物語
『私の街から医食同源物語』（わたしのまちからいしょくどうげんものがたり）は、2007年7月から日本各地のラジオ局で放送されていたKBS京都ラジオ製作のラジオ番組である。
医食同源をテーマにした番組で、ネット局のアナウンサーないしはリポーターが週替わりで放送対象地域の郷土料理を紹介していた。パーソナリティは、KBS京都アナウンサーの山崎弘士が務めた。

## ネット局
| 放送対象地域 | 放送局             | 系列         | 放送日時                                                        | 備考   |
| ------------ | ------------------ | ------------ | --------------------------------------------------------------- | ------ |
| 京都府       | KBS京都 (KBS)      | NRN系列      | 月曜 13:25 - 13:30 （『山崎弘士の人めぐり・音めぐり』内）       | 製作局 |
| 北海道       | 北海道放送 (HBC)   | JRN・NRN系列 | 土曜 08:15 - 08:20                                              |        |
| 宮城県       | 東北放送 (TBC)     | JRN・NRN系列 | 土曜 17:55 - 18:00                                              |        |
| 関東広域圏   | 文化放送 (QR)      | NRN系列      | 日曜 06:45 - 06:50                                              |        |
| 石川県       | 北陸放送 (MRO)     | JRN・NRN系列 | 土曜 14:20 - 14:25                                              |        |
| 中京広域圏   | 東海ラジオ (SF)    | NRN系列      | 月曜 09:45 - 09:50 （『かにタク言ったもん勝ち』内）             |        |
| 兵庫県       | ラジオ関西 (CRK)   | 独立局       | 火曜 12:50 - 12:55 （『さなえのHARBOR CAFE』内）                |        |
| 広島県       | 中国放送 (RCC)     | JRN・NRN系列 | 土曜 06:15 - 06:20                                              |        |
| 愛媛県       | 南海放送 (RNB)     | JRN・NRN系列 | 木曜 10:45 - 10:50 （『JOAF!らくさぶろうのモーニングおん!』内） |        |
| 福岡県       | 九州朝日放送 (KBC) | NRN系列      | 土曜 07:45 - 07:50 （『土曜の朝は玲子におまかせ』内）           |        |
| 沖縄県       | 琉球放送 (RBC)     | JRN系列      | 土曜 11:25 - 11:30                                              |        |